# CONCACAF Gold Cup 2015/Finalrunde
Die Finalrunde des CONCACAF Gold Cups 2015 begann am 18. Juli und wurde mit dem Finale am 26. Juli 2015 beendet. An der Finalrunde nahmen die jeweiligen Gruppensieger und Gruppenzweiten sowie die beiden besten Gruppendritten teil. Die Austragungsorte waren Baltimore, East Rutherford, Atlanta, Chester und Philadelphia.

## Übersicht

### Qualifizierte Teams
| Gruppe A  | Gruppe B      | Gruppe C               |
| --------- | ------------- | ---------------------- |
| 1. USA    | 1. Jamaika    | 1. Trinidad und Tobago |
| 2. Haiti  | 2. Costa Rica | 2. Mexiko              |
| 3. Panama |               | 3. Kuba                |

### Spielplan
|  | Viertelfinale            | Viertelfinale            |                          |                          | Halbfinale               | Halbfinale |  |  | Finale                   | Finale                   |
|  |                          |                          |                          |                          |                          |            |  |  |                          |                          |
|  | 18. Juli 2015, 17:00 Uhr |                          |                          |                          |                          |            |  |  |                          |                          |
|  | USA                      | 6                        |                          |                          |                          |            |  |  |                          |                          |
|  | USA                      | 6                        | 22. Juli 2015, 18:00 Uhr |                          |                          |            |  |  |                          |                          |
|  | Kuba                     | 0                        |                          |                          |                          |            |  |  |                          |                          |
|  | Kuba                     | 0                        | USA                      | 1                        |                          |            |  |  |                          |                          |
|  |                          |                          | USA                      | 1                        |                          |            |  |  |                          |                          |
|  |                          | Jamaika                  | 2                        |                          |                          |            |  |  |                          |                          |
|  | Haiti                    | Jamaika                  | 2                        | 0                        |                          |            |  |  |                          |                          |
|  | Haiti                    |                          |                          | 0                        |                          |            |  |  |                          |                          |
|  | Jamaika                  | 1                        |                          | 26. Juli 2015, 19:30 Uhr | 26. Juli 2015, 19:30 Uhr |            |  |  |                          |                          |
|  | 18. Juli 2015, 20:00 Uhr | 18. Juli 2015, 20:00 Uhr | Jamaika                  | 1                        |                          |            |  |  |                          |                          |
|  | 19. Juli 2015, 16:30 Uhr | 19. Juli 2015, 16:30 Uhr |                          | Mexiko                   | 3                        |            |  |  |                          |                          |
|  | Trinidad und Tobago      | 1 (5)                    |                          |                          |                          |            |  |  |                          |                          |
|  | Panama                   | 01 (6)E                  |                          |                          |                          |            |  |  |                          |                          |
|  | Panama                   | 01 (6)E                  | Panama                   | 1                        |                          |            |  |  |                          |                          |
|  |                          |                          | Panama                   | 1                        | Spiel um Platz 3         |            |  |  |                          |                          |
|  |                          | Mexiko                   | 02V                      |                          |                          |            |  |  |                          |                          |
|  | Mexiko                   | Mexiko                   | 02V                      | 01V                      | USA                      | 1 (2)      |  |  |                          |                          |
|  | Mexiko                   | 22. Juli 2015, 21:00 Uhr |                          | 01V                      | USA                      | 1 (2)      |  |  |                          |                          |
|  | Costa Rica               | 0                        |                          | Panama                   | 01 (3)E                  |            |  |  |                          |                          |
|  | Costa Rica               | 0                        |                          |                          | 01 (3)E                  |            |  |  |                          |                          |
|  | 19. Juli 2015, 19:30 Uhr | 19. Juli 2015, 19:30 Uhr |                          |                          |                          |            |  |  | 25. Juli 2015, 16:00 Uhr | 25. Juli 2015, 16:00 Uhr |

V Sieg nach Verlängerung
E Sieg im Elfmeterschießen

## Viertelfinale

### USA – Kuba 6:0 (4:0)
| USA                                                        | USA | Kuba | Kuba | Aufstellung                |
| ---------------------------------------------------------- | --- | --- | ---- | -------------------------- |
| USA                                                        | \| 1. Viertelfinale \| \| 18. Juli 2015 um 17:00 Uhr in Baltimore (M&T Bank Stadium) \| \| Schiedsrichter: Henry Bejarano ( Costa Rica) \| \| Spielbericht \| | \| 1. Viertelfinale \| \| 18. Juli 2015 um 17:00 Uhr in Baltimore (M&T Bank Stadium) \| \| Schiedsrichter: Henry Bejarano ( Costa Rica) \| \| Spielbericht \| | Kuba | Aufstellung USA gegen Kuba |
| USA                                                        | Brad Guzan – Fabian Johnson (65. DeAndre Yedlin), Ventura Alvarado, Omar González, Timothy Chandler (45. Brad Evans) – Kyle Beckerman (45. Joe Corona) – Alejandro Bedoya, Gyasi Zardes, Clint Dempsey, Aron Jóhannsson – Michael Bradley Cheftrainer: Jürgen Klinsmann ( Deutschland) | Diosvely Guerra – Yaisnier Nápoles, Ángel Horta, Adrián Diz, Andy Vaquero – Jorge Luís Clavelo, Daniel Luís (68. Yasmany López) – Jorge Corrales, Alberto Gómez (74. Félix Guerra), Dairon Pérez (56. Armando Coroneaux), Maikel Reyes Cheftrainer: Raúl González Triana | Kuba | Aufstellung USA gegen Kuba |
| USA                                                        | 1:0 Dempsey (3.) 2:0 Zardes (13.) 3:0 Jóhannsson (31.) 4:0 González (44.) 5:0 Dempsey (63.) 6:0 Dempsey (76.) | | Kuba | Aufstellung USA gegen Kuba |
| USA                                                        | Nápoles (59.), Horta (63.) | | Kuba | Aufstellung USA gegen Kuba |
| 1. Viertelfinale                                           | | |      |                            |
| 18. Juli 2015 um 17:00 Uhr in Baltimore (M&T Bank Stadium) | | |      |                            |
| Schiedsrichter: Henry Bejarano ( Costa Rica)               | | |      |                            |
| Spielbericht                                               | | |      |                            |

### Haiti – Jamaika 0:1 (0:1)
| Haiti                                                      | Haiti | Jamaika | Jamaika | Aufstellung                     |
| ---------------------------------------------------------- | --- | --- | ------- | ------------------------------- |
| Haiti                                                      | \| 2. Viertelfinale \| \| 18. Juli 2015 um 20:00 Uhr in Baltimore (M&T Bank Stadium) \| \| Schiedsrichter: César Ramos ( Mexiko) \| \| Spielbericht \| | \| 2. Viertelfinale \| \| 18. Juli 2015 um 20:00 Uhr in Baltimore (M&T Bank Stadium) \| \| Schiedsrichter: César Ramos ( Mexiko) \| \| Spielbericht \| | Jamaika | Aufstellung Haiti gegen Jamaika |
| Haiti                                                      | Johnny Placide – Jean Alcénat, Frantz Bertin, Mechack Jérôme, Kim Jaggy – James Marcelin, Kevin Lafrance, Wilde Donald Guerrier (69. Pascal Millien) – Jean Alexandre (83. Sony Norde) – Jean-Eudes Maurice, Duckens Nazon (70. Kervens Belfort) Cheftrainer: Marc Collat ( Frankreich) | Ryan Thompson – Adrian Mariappa, Wes Morgan, Michael Hector, Kemar Lawrence – Garath McCleary, Rodolph Austin, Jobi McAnuff, Joel Grant (52. Lance Laing) – Simon Dawkins (86. Chris Humphrey), Giles Barnes (90. Andre Clennon) Cheftrainer: Winfried Schäfer ( Deutschland) | Jamaika | Aufstellung Haiti gegen Jamaika |
| Haiti                                                      | 0:1 Barnes (6.) | | Jamaika | Aufstellung Haiti gegen Jamaika |
| Haiti                                                      | Mariappa (17.) | | Jamaika | Aufstellung Haiti gegen Jamaika |
| 2. Viertelfinale                                           | | |         |                                 |
| 18. Juli 2015 um 20:00 Uhr in Baltimore (M&T Bank Stadium) | | |         |                                 |
| Schiedsrichter: César Ramos ( Mexiko)                      | | |         |                                 |
| Spielbericht                                               | | |         |                                 |

### Trinidad und Tobago – Panama 1:1 n. V. (1:1, 0:1), 5:6 i. E.
| Trinidad und Tobago                                             | Trinidad und Tobago | Panama | Panama | Aufstellung                                  |
| --------------------------------------------------------------- | --- | --- | ------ | -------------------------------------------- |
| Trinidad und Tobago                                             | \| 3. Viertelfinale \| \| 19. Juli 2015 um 16:30 Uhr in East Rutherford (MetLife Stadium) \| \| Schiedsrichter: Héctor Rodríguez ( Honduras) \| \| Spielbericht \| | \| 3. Viertelfinale \| \| 19. Juli 2015 um 16:30 Uhr in East Rutherford (MetLife Stadium) \| \| Schiedsrichter: Héctor Rodríguez ( Honduras) \| \| Spielbericht \| | Panama | Aufstellung Trinidad und Tobago gegen Panama |
| Trinidad und Tobago                                             | Marvin Phillip – Sheldon Bateau, Daneil Cyrus, Radanfah Abu Bakr, Khaleem Hyland (90. Ataullah Guerra), Mekeil Williams – Joevin Jones, Cordell Cato (65. Lester Peltier), Kevan George, Keron Cummings (45. Andre Boucaud) – Kenwyne Jones Cheftrainer: Stephen Hart | Jaime Penedo – Hárold Cummings, Román Torres, Erick Davis – Valentín Pimentel, Gabriel Gómez (45. Adolfo Machado), Armando Cooper, Miguel Camargo (90. Abdiel Arroyo), Alberto Quintero – Blas Pérez, Luis Tejada (81. Gabriel Torres) Cheftrainer: Hernán Darío Gómez ( Kolumbien) | Panama | Aufstellung Trinidad und Tobago gegen Panama |
| Trinidad und Tobago                                             | 1:1 K. Jones (53.) | 1:0 Tejada (36.) | Panama | Aufstellung Trinidad und Tobago gegen Panama |
| Trinidad und Tobago                                             | Elfmeterschießen | | Panama | Aufstellung Trinidad und Tobago gegen Panama |
| Trinidad und Tobago                                             | 1:0 Guerra Bateau J. Jones 2:2 Williams 3:3 K. Jones 4:4 Abu Bakr Cyrus 5:5 Boucaud Peltier | R. Torres 1:1 G. Torres Davis 1:2 Arroyo 2:3 Cooper 3:4 Cummings Quintero 4:5 Pérez 5:6 Pimentel | Panama | Aufstellung Trinidad und Tobago gegen Panama |
| Trinidad und Tobago                                             | George (75.), Guerra (100.) | Pimentel (7.) | Panama | Aufstellung Trinidad und Tobago gegen Panama |
| 3. Viertelfinale                                                | | |        |                                              |
| 19. Juli 2015 um 16:30 Uhr in East Rutherford (MetLife Stadium) | | |        |                                              |
| Schiedsrichter: Héctor Rodríguez ( Honduras)                    | | |        |                                              |
| Spielbericht                                                    | | |        |                                              |

### Mexiko – Costa Rica 1:0 n. V.
| Mexiko                                                          | Mexiko | Costa Rica | Costa Rica | Aufstellung                         |
| --------------------------------------------------------------- | --- | --- | ---------- | ----------------------------------- |
| Mexiko                                                          | \| 4. Viertelfinale \| \| 19. Juli 2015 um 19:30 Uhr in East Rutherford (MetLife Stadium) \| \| Schiedsrichter: Walter López ( Guatemala) \| \| Spielbericht \| | \| 4. Viertelfinale \| \| 19. Juli 2015 um 19:30 Uhr in East Rutherford (MetLife Stadium) \| \| Schiedsrichter: Walter López ( Guatemala) \| \| Spielbericht \|                                                                                             | Costa Rica | Aufstellung Mexiko gegen Costa Rica |
| Mexiko                                                          | Guillermo Ochoa – Paul Aguilar, Diego Reyes, Francisco Rodríguez, Yasser Corona (90. Oswaldo Alanís), Miguel Layún – Héctor Herrera (60. Carlos Esquivel), Jonathan dos Santos, Andrés Guardado – Carlos Vela (85. Jesús Corona), Oribe Peralta Cheftrainer: Miguel Herrera | Esteban – Cristian Gamboa (96. Dave Myrie), Giancarlo González, Francisco Calvo, Júnior Díaz – Johan Venegas, Celso Borges, José Miguel Cubero, David Ramírez (60. Elías Aguilar) – Bryan Ruiz (78. Roy Miller) – Joel Campbell Cheftrainer: Paulo Wanchope | Costa Rica | Aufstellung Mexiko gegen Costa Rica |
| Mexiko                                                          | 1:0 Guardado (120.+3') | | Costa Rica | Aufstellung Mexiko gegen Costa Rica |
| Mexiko                                                          | Corona (35.), Vela (83.), Rodríguez (99.), J. dos Santos (110.), Peralta (111.) | Díaz (9.), Campbell (12.), González (82.), Myrie (98.), Cubero (118.), Miller (120.) | Costa Rica | Aufstellung Mexiko gegen Costa Rica |
| 4. Viertelfinale                                                | | |            |                                     |
| 19. Juli 2015 um 19:30 Uhr in East Rutherford (MetLife Stadium) | | |            |                                     |
| Schiedsrichter: Walter López ( Guatemala)                       | | |            |                                     |
| Spielbericht                                                    | | |            |                                     |

## Halbfinale

### USA – Jamaika 1:2 (0:2)
| USA                                                  | USA | Jamaika | Jamaika | Aufstellung                   |
| ---------------------------------------------------- | --- | --- | ------- | ----------------------------- |
| USA                                                  | \| 1. Halbfinale \| \| 22. Juli 2015 um 18:00 Uhr in Atlanta (Georgia Dome) \| \| Schiedsrichter: Ricardo Montero ( Costa Rica) \| \| Spielbericht \| | \| 1. Halbfinale \| \| 22. Juli 2015 um 18:00 Uhr in Atlanta (Georgia Dome) \| \| Schiedsrichter: Ricardo Montero ( Costa Rica) \| \| Spielbericht \| | Jamaika | Aufstellung USA gegen Jamaika |
| USA                                                  | Brad Guzan – Brad Evans, Ventura Alvarado, John Brooks, Fabian Johnson, Kyle Beckerman (66. Mix Diskerud) – Gyasi Zardes, Michael Bradley, Alejandro Bedoya (77. DeAndre Yedlin) – Clint Dempsey, Aron Jóhannsson (71. Alan Gordon) Cheftrainer: Jürgen Klinsmann ( Deutschland) | Ryan Thompson – Adrian Mariappa, Michael Hector, Wes Morgan, Kemar Lawrence – Garath McCleary (90. Joel Grant), Je-Vaughn Watson, Rodolph Austin, Jobi McAnuff – Darren Mattocks (56. Simon Dawkins), Giles Barnes (80. Chris Humphrey) Cheftrainer: Winfried Schäfer ( Deutschland) | Jamaika | Aufstellung USA gegen Jamaika |
| USA                                                  | 1:2 Bradley (47.) | 0:1 Mattocks (30.) 0:2 Barnes (35.) | Jamaika | Aufstellung USA gegen Jamaika |
| USA                                                  | Beckerman (32.), Yedlin (88.) | McCleary (44.) | Jamaika | Aufstellung USA gegen Jamaika |
| 1. Halbfinale                                        | | |         |                               |
| 22. Juli 2015 um 18:00 Uhr in Atlanta (Georgia Dome) | | |         |                               |
| Schiedsrichter: Ricardo Montero ( Costa Rica)        | | |         |                               |
| Spielbericht                                         | | |         |                               |

### Panama – Mexiko 1:2 n. V. (1:1, 0:0)
| Panama                                               | Panama | Mexiko | Mexiko | Aufstellung                     |
| ---------------------------------------------------- | --- | --- | ------ | ------------------------------- |
| Panama                                               | \| 2. Halbfinale \| \| 22. Juli 2015 um 21:00 Uhr in Atlanta (Georgia Dome) \| \| Schiedsrichter: Mark Geiger ( Vereinigte Staaten) \| \| Spielbericht \| | \| 2. Halbfinale \| \| 22. Juli 2015 um 21:00 Uhr in Atlanta (Georgia Dome) \| \| Schiedsrichter: Mark Geiger ( Vereinigte Staaten) \| \| Spielbericht \| | Mexiko | Aufstellung Panama gegen Mexiko |
| Panama                                               | Jaime Penedo – Adolfo Machado, Román Torres, Hárold Cummings, Erick Davis – Valentín Pimentel (86. Luis Henríquez (109. Alfredo Stephens)), Armando Cooper, Aníbal Godoy, Alberto Quintero – Luis Tejada, Roberto Nurse (78. Abdiel Arroyo) Cheftrainer: Hernán Darío Gómez ( Kolumbien) | Guillermo Ochoa – Paul Aguilar, Diego Reyes, Francisco Rodríguez, Oswaldo Alanís (45. Carlos Esquivel), Miguel Layún (76. Javier Orozco) – Héctor Herrera (59. Jesús Corona), Jonathan dos Santos, Andrés Guardado – Oribe Peralta, Carlos Vela Cheftrainer: Miguel Herrera | Mexiko | Aufstellung Panama gegen Mexiko |
| Panama                                               | R. Torres 1:0 (56.) | 1:1 Guardado (90.+9') 1:2 Guardado (105.) | Mexiko | Aufstellung Panama gegen Mexiko |
| Panama                                               | Godoy (27.), Nurse (78.), Pimentel (81.), Machado (88.), Cooper (90.+10'), 103. R. Torres (103.), Cummings (107.) | Vela (3.), Herrera (54.), Aguilar (90.+12'), Orozco (94.) | Mexiko | Aufstellung Panama gegen Mexiko |
| Panama                                               | Tejada (24.) | | Mexiko | Aufstellung Panama gegen Mexiko |
| 2. Halbfinale                                        | | |        |                                 |
| 22. Juli 2015 um 21:00 Uhr in Atlanta (Georgia Dome) | | |        |                                 |
| Schiedsrichter: Mark Geiger ( Vereinigte Staaten)    | | |        |                                 |
| Spielbericht                                         | | |        |                                 |

## Spiel um Platz 3

### USA – Panama 1:1 n. V. (1:1, 0:0), 2:3 i. E.
| USA                                              | USA | Panama | Panama | Aufstellung                  |
| ------------------------------------------------ | --- | --- | ------ | ---------------------------- |
| USA                                              | \| Spiel um Platz 3 \| \| 25. Juli 2015 um 16:00 Uhr in Chester (PPL Park) \| \| Schiedsrichter: Óscar Moncada ( Honduras) \| \| Spielbericht \| | \| Spiel um Platz 3 \| \| 25. Juli 2015 um 16:00 Uhr in Chester (PPL Park) \| \| Schiedsrichter: Óscar Moncada ( Honduras) \| \| Spielbericht \| | Panama | Aufstellung USA gegen Panama |
| USA                                              | Brad Guzan – Timothy Chandler, Omar González (90. DaMarcus Beasley), John Brooks, Tim Ream – Chris Wondolowski (59. Clint Dempsey), Michael Bradley, Graham Zusi (59. DeAndre Yedlin), Joe Corona – Fabian Johnson, Aron Jóhannsson Cheftrainer: Jürgen Klinsmann ( Deutschland) | Luis Mejía – Adolfo Machado, Hárold Cummings, Román Torres, Erick Davis – Armando Cooper, Miguel Camargo (45. Alfredo Stephens (91. Darwin Pinzón)), Aníbal Godoy, Alberto Quintero – Rolando Blackburn (87. Abdiel Arroyo), Roberto Nurse Cheftrainer: Hernán Darío Gómez ( Kolumbien) | Panama | Aufstellung USA gegen Panama |
| USA                                              | 1:1 Dempsey (70.) | 0:1 Nurse (55.) | Panama | Aufstellung USA gegen Panama |
| USA                                              | Elfmeterschießen | | Panama | Aufstellung USA gegen Panama |
| USA                                              | 1:0 Jóhannsson 2:1 Dempsey Johnson Bradley Beasley | 1:1 Torres 2:2 Arroyo Cooper 2:3 Cummings | Panama | Aufstellung USA gegen Panama |
| USA                                              | Johnson (29.), Yedlin (98.), Chandler (98.) | Cooper (86.), Godoy (98.), Torres (114.) | Panama | Aufstellung USA gegen Panama |
| Spiel um Platz 3                                 | | |        |                              |
| 25. Juli 2015 um 16:00 Uhr in Chester (PPL Park) | | |        |                              |
| Schiedsrichter: Óscar Moncada ( Honduras)        | | |        |                              |
| Spielbericht                                     | | |        |                              |

## Finale

### Jamaika – Mexiko 1:3 (0:1)
| Jamaika                                                              | Jamaika | Mexiko | Mexiko | Aufstellung                      |
| -------------------------------------------------------------------- | --- | --- | ------ | -------------------------------- |
| Jamaika                                                              | \| Finale \| \| 26. Juli 2015 um 19:30 Uhr in Philadelphia (Lincoln Financial Field) \| \| Schiedsrichter: Joel Aguilar ( El Salvador) \| \| Spielbericht \| | \| Finale \| \| 26. Juli 2015 um 19:30 Uhr in Philadelphia (Lincoln Financial Field) \| \| Schiedsrichter: Joel Aguilar ( El Salvador) \| \| Spielbericht \| | Mexiko | Aufstellung Jamaika gegen Mexiko |
| Jamaika                                                              | Ryan Thompson – Adrian Mariappa, Michael Hector, Wes Morgan, Kemar Lawrence – Garath McCleary (59. Darren Mattocks), Je-Vaughn Watson (88. Michael Seaton), Rodolph Austin, Jobi McAnuff – Simon Dawkins (73. Chris Humphrey), Giles Barnes Cheftrainer: Winfried Schäfer ( Deutschland) | Guillermo Ochoa – Paul Aguilar, Diego Reyes, Francisco Rodríguez, Oswaldo Alanís, Miguel Layún – Jesús Dueñas (85. Javier Orozco), Jonathan dos Santos, Andrés Guardado (61. Jorge Torres Nilo) – Jesús Corona (81. Carlos Esquivel), Oribe Peralta Cheftrainer: Miguel Herrera | Mexiko | Aufstellung Jamaika gegen Mexiko |
| Jamaika                                                              | 1:3 Mattocks (78.) | 0:1 Guardado (30.) 0:2 Corona (46.) 0:3 Peralta (60.) | Mexiko | Aufstellung Jamaika gegen Mexiko |
| Jamaika                                                              | Watson (23.), Austin (30.) | Dueñas (6.), Reyes (34.) | Mexiko | Aufstellung Jamaika gegen Mexiko |
| Finale                                                               | | |        |                                  |
| 26. Juli 2015 um 19:30 Uhr in Philadelphia (Lincoln Financial Field) | | |        |                                  |
| Schiedsrichter: Joel Aguilar ( El Salvador)                          | | |        |                                  |
| Spielbericht                                                         | | |        |                                  |